# Fissurella deroyae
Fissurella deroyae is een slakkensoort uit de familie van de Fissurellidae. De wetenschappelijke naam van de soort is voor het eerst geldig gepubliceerd in 1970 door McLean.